# Sobinskij rajon
Il Sobinskij rajon (in russo Собинский район?) è un rajon dell'Oblast' di Vladimir, nella Russia europea, il cui capoluogo è Sobinka. Istituito il 10 aprile 1929, il rajon ricopre una superficie di 1.523,8 chilometri quadrati ed ospita una popolazione di circa 57.000 abitanti.